# Caitlin Dulany
Caitlin Dulany (Iowa City, 22 juni 1963) is een Amerikaanse actrice.

## Biografie
Dulany werd geboren in Iowa City, en groeide op in Maine en Brooklyn (New York). Zij doorliep de high school aan de St. Ann's School in Brooklyn waar haar moeder een lerares was. Op veertienjarige leeftijd begon zij met acteren in lokale theaters. Zij haalde haar bachelor of arts in theaterwetenschap aan de Northwestern-universiteit in Illinois. Na haar studie vervolgde zij haar carrière in acteren in New York als Los Angeles.
Dulaney heeft een zoon (2000) samen met haar ex-man.

## Filmografie

### Films
- 2014 Winter's Tale - als bibliothecaresse
- 2013 Oldboy – als Emma Pryce
- 2012 Project X – als moeder
- 2009 Transformers: Revenge of the Fallen – als CNN verslaggeefster
- 2001 The Sky Is Falling – als Carrie
- 1999 Facade – als Connie
- 1997 House of Frankenstein – als Weston
- 1996 Rescuing Desire – als Evonne
- 1994 Red Shoe Diaries 4: Auto Erotica – als Claudia
- 1994 Class of 1999 II: The Substitute – als Jenna McKensie
- 1993 Trouble Shooters: Trapped Beneath the Earth – als Claudia
- 1993 Maniac Cop 3: Badge of Silence – als Dr. Susan Fowler

### Televisieseries
Uitgezonderd eenmalige gastrollen.
- 2009-2010 Saving Grace – als Mary Francis Norman – 3 afl.
- 1997 ER – als Heather Morgan – 4 afl.
- 1992-1993 Dark Justice – als Veronica – 2 afl.

- Biblioteca Nacional de España: XX1794053
- International Standard Name Identifier: 0000 0000 6055 1788
- Library of Congress Control Number: no2014100510
- Virtual International Authority File: 87588346
- WorldCat: E39PBJthbvxMj4j7YrTxdjmjmd